# Vittorio Duse
Vittorio Duse, född 21 mars 1916 i Loreto, Marche, död 2 juni 2005 i Rom, var en italiensk skådespelare, manusförfattare och filmregissör.

## Roller i urval
- 1943 – Köttets lust
- 1949 – Farlig hamn
- 1955 – Il nostro campione (manus och regi)
- 1965 – Io la conoscevo bene
- 1972 – De unga hämnarna
- 1972 – Kärleksprovet
- 1977 – La belva col mitra
- 1984–1989 – Bläckfisken (TV-serie)
- 1989 – Cappuccino
- 1990 – Gudfadern del III
- 1991 – En förtrollad april
- 1993 – Indiana Jones äventyr (TV-serie)
- 2002 – When in Rome